# John Wallace
John Gilbert Wallace (Rochester, New York; 13 de febrero de 1974) es un exjugador de baloncesto estadounidense que jugó siete temporadas en la NBA, además de en Grecia e Italia. Con 2,03 metros de estatura, jugaba en la posición de alero.

## Trayectoria deportiva

### Universidad
Wallace pasó cuatro años en la Universidad de Syracuse, donde se graduó en sociología en 1996. En su año sénior ayudó a los Orange a llegar hasta la final de la NCAA tras promediar durante la temporada 22.2 puntos y 8.7 rebotes, aunque cayeron ante Kentucky a pesar de los 29 puntos y 10 rebotes de Wallace. Además, fue elegido en el segundo equipo del All-America. Finalizó su carrera en Syracuse como el máximo anotador de la historia de la universidad con 2.119 puntos y tercero en rebotes, y junto a Derrick Coleman es el único jugador en liderar a los Orange en rebotes durante cuatro años. 

### Profesional
En el Draft de la NBA de 1996 fue seleccionado en la 18.ª posición por New York Knicks, convirtiéndose rápidamente en uno de los favoritos del público del Madison Square Garden por su excitante juego. Apareció en 68 partidos, mayor logro para un rookie de los Knicks desde que Greg Anthony jugara los 82 encuentros de liga regular en la temporada 1991-92, y promedió 4.8 puntos y 2.3 rebotes en 11.6 minutos. Wallace disputó el Schick Rookie Game del All-Star Weekend, siendo el primer jugador de la franquicia en conseguirlo, y los playoffs con los Knicks.
Antes de comenzar la temporada 1997-98 fue enviado a Toronto Raptors en un traspaso a tres bandas. Con los canadienses jugó los 82 partidos de liga y sus números ascendieron hasta los 14 puntos, 4.5 rebotes y 1.3 asistencias en 28.8 minutos de juego. En la siguiente campaña su aportación se vio reducida debido a la llegada de Charles Oakley, y Wallace aportó 8.6 puntos en 16.9 minutos. El 6 de agosto de 1999 regresó a los Knicks firmando como agente libre, donde se mantuvo una temporada antes de pasar por Detroit Pistons, Phoenix Suns y Miami Heat en los siguientes años. Previo a los Heat, se marchó una campaña a Grecia para jugar en el Panionios BC, y antes de retirarse en 2005 probó fortuna en el Snaidero Udine italiano.

## Estadísticas de su carrera en la NBA

### Temporada regular
| Temp.   | Edad | Equipo  | Liga | P   | TIT | MIN  | TC  | TCA  | %TC  | 3P  | 3PA | %3P  | TL  | TLA | %TL  | R.OF. | R.DEF. | REB | ASIS | ROB | TAP | PER | FP  | PTS  |
| 1996-97 | 22   | N. York | NBA  | 68  | 6   | 11.6 | 1.8 | 3.5  | .517 | 0.0 | 0.1 | .500 | 1.2 | 1.6 | .718 | 0.8   | 1.5    | 2.3 | 0.5  | 0.3 | 0.4 | 1.1 | 1.5 | 4.8  |
| 1997-98 | 23   | Toronto | NBA  | 82  | 36  | 28.8 | 5.7 | 11.9 | .478 | 0.0 | 0.0 | .500 | 2.6 | 3.6 | .717 | 1.4   | 3.1    | 4.5 | 1.3  | 0.8 | 1.2 | 2.1 | 2.9 | 14.0 |
| 1998-99 | 24   | Toronto | NBA  | 48  | 3   | 16.9 | 3.2 | 7.4  | .432 | 0.0 | 0.0 |      | 2.2 | 3.1 | .700 | 1.1   | 2.4    | 3.6 | 1.0  | 0.3 | 0.9 | 1.5 | 1.9 | 8.6  |
| 1999-00 | 25   | N. York | NBA  | 60  | 0   | 13.3 | 2.6 | 5.5  | .467 | 0.0 | 0.1 | .000 | 1.4 | 1.7 | .804 | 0.7   | 1.6    | 2.3 | 0.4  | 0.2 | 0.2 | 1.1 | 1.7 | 6.5  |
| 2000-01 | 26   | Detroit | NBA  | 40  | 0   | 13.2 | 2.5 | 5.9  | .424 | 0.1 | 0.4 | .133 | 0.9 | 1.1 | .778 | 0.6   | 1.5    | 2.1 | 0.6  | 0.3 | 0.4 | 0.9 | 1.8 | 5.9  |
| 2001-02 | 27   | Phoenix | NBA  | 46  | 0   | 10.7 | 2.0 | 4.7  | .435 | 0.1 | 0.3 | .385 | 0.9 | 1.0 | .870 | 0.6   | 1.3    | 1.8 | 0.6  | 0.2 | 0.2 | 0.6 | 1.3 | 5.0  |
| 2003-04 | 29   | Miami   | NBA  | 37  | 0   | 9.9  | 1.6 | 3.9  | .421 | 0.1 | 0.4 | .385 | 0.8 | 1.1 | .775 | 0.3   | 1.3    | 1.6 | 0.4  | 0.1 | 0.2 | 0.6 | 1.0 | 4.3  |
| Total   |      |         | NBA  | 381 | 45  | 16.1 | 3.0 | 6.6  | .462 | 0.0 | 0.1 | .300 | 1.5 | 2.1 | .740 | 0.9   | 1.9    | 2.8 | 0.7  | 0.4 | 0.6 | 1.2 | 1.9 | 7.6  |

### Playoffs
| Temp.   | Edad | Equipo  | Liga | P | MIN | TCA | TC | 3PA | 3P | TLA | TL | R.OF. | REB | ASIS | ROB | TAP | PER | FP | PTS | %TC  | %3P  | %FT   | MIN  | PTS | REB | AST |
| 1996-97 | 22   | N. York | NBA  | 4 | 40  | 4   | 15 | 0   | 1  | 2   | 2  | 2     | 7   | 5    | 1   | 2   | 2   | 6  | 10  | .267 | .000 | 1.000 | 10.0 | 2.5 | 1.8 | 1.3 |
| 1999-00 | 25   | N. York | NBA  | 1 | 4   | 0   | 2  | 0   | 0  | 0   | 0  | 0     | 1   | 0    | 1   | 0   | 1   | 1  | 0   | .000 |      |       | 4.0  | 0.0 | 1.0 | 0.0 |
| Total   |      |         | NBA  | 5 | 44  | 4   | 17 | 0   | 1  | 2   | 2  | 2     | 8   | 5    | 2   | 2   | 3   | 7  | 10  | .235 | .000 | 1.000 | 8.8  | 2.0 | 1.6 | 1.0 |